# Sophie van Saksen

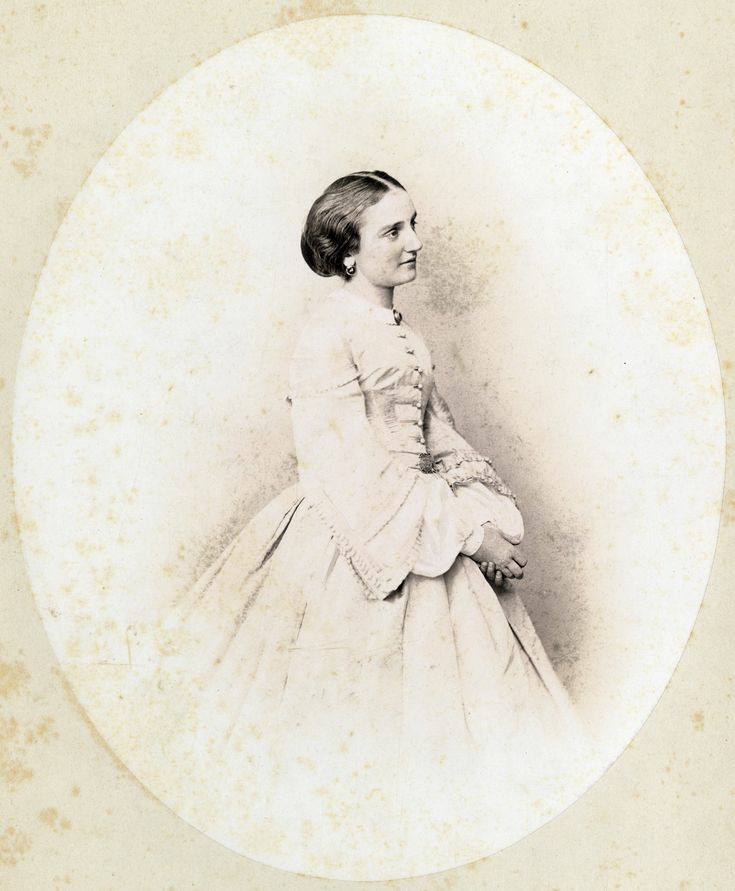
Sophie Marie van Saksen

Sophie Marie Friederike Auguste Leopoldine Alexandrine Ernestine Albertine Elisabeth van Saksen (Dresden, 15 maart 1845 – München,  9 maart 1867) was een Duitse prinses.
Zij was de jongste dochter van de Saksische koning Johan en diens vrouw Amalia Augusta. Zij was een nicht van de Oostenrijkse aartshertogin Sophie en diens zus, de Beierse hertogin Ludovika.
Met de zoon van de laatste, Karel Theodoor, een achterneef, zou ze trouwen op 11 februari 1865. Het paar kreeg een dochter:
- Amalie Maria (1865 - 1912)

Sophie, zeer zwak van gezondheid, overleed niet lang daarna, nog net geen 22 jaar oud, aan de gevolgen van griep.